# 國府田マリ子
- 國府田マリ子
- 国府田マリ子

國府田 マリ子（こうだ マリこ、1969年9月5日 - ）は、日本の声優、歌手、女優、ナレーター。埼玉県南埼玉郡宮代町出身。青二プロダクション所属。

## 経歴
宮代町立東小学校、宮代町立百間中学校卒業。高校は私立春日部共栄高等学校に通っていた。
大学へ進学するために一浪しながら勉強するも、2回目も早稲田に落ちて諦めた。その後、自分の将来について考え直したとき友人と見た桜に感動。その感動を表現できるような人になりたいと思い、役者になる事を決意。青二塾に通って、後に青二プロダクション所属となる。なお、青二塾東京校第10期生卒業である。
1991年に青二の養成所にはいる条件として玉川大学の文学部・通信科に入学。ところが養成所と生活費を稼ぐためのアルバイト、学業を両立するのは困難を極め、退学。その後、2007年に日本福祉大学に入学したが、卒業に福祉施設への実施教習があるため、可能な限りの単位をとって休学した。
1991年にテレビアニメ『きんぎょ注意報!』の朱子役で、初のレギュラー役を獲得する。テレビアニメ『GS美神』のサブヒロインのおキヌ役やテレビアニメ『ママレード・ボーイ』のヒロインの小石川光希役などで知名度を上げた。その後はアニメ・ゲームの声あてだけでなく、歌手活動やラジオパーソナリティなど、幅広く活躍するようになった。
1998年には、実写映画『Looking For』で主人公を演じた。
2003年に大阪厚生年金会館にて開催された、看板ラジオ『國府田マリ子のGM』の公開生放送で、自身の結婚を報告した。
2004年の約1年間、声優ユニット「DROPS」のリーダーとして活動。
2010年に地元の宮代町から片桐仁と共に宮代町のPR大使に当たる「宮代町外交官」第1号を委託された。また直筆サイン入りCD「you're my special」が、宮代町へのふるさと納税のお礼の品として、宮代町の特産品「巨峰ワイン」とセットで、2011年3月31日締切までの期間限定で納税者に贈られた（計16セット）。
2012年に同じ声優・歌手の金月真美と「MK-CONNECTION」を結成する。
2022年10月26日、キングレコードよりリリースされた全131曲を定額制サブスクリプション及びストリーミング配信でのサービスにて順次解禁した。これを記念して、サブスク全曲解禁記念のミュージックビデオフルバージョンの映像がキングレコード公式YouTubeアカウントにおいて公開された。

## 人物
音域はA - C。
多数のアニメ、CDドラマ、ゲーム、洋画、ラジオに出演の他、CDも多数リリースしている。女優としても舞台に出演するなど幅広く活躍。
5人家族の家庭で育ち、両親はかつて東京都の公立小学校の教師という家庭で生まれ育つ。3人兄弟の次女で、姉と弟がいる。幼い頃から、やりたいこと、なりたいものがたくさんあったという。習字、バレエ、ピアノといった習い事、中学では合唱部に所属しており、高校でも合唱部に入ろうと思っていたが、入学した高校には合唱部がなかったので諦めた。結局高校では、写真部と華道部と茶道部に所属していた。勉強に至るまで、楽しい学生時代を送っており、くちぶりを借りれば「熱血部活少女」だったという。事務所に所属した時「熱血少年もの」がやりたいといったところ、笑われたという。

### 趣味・特技
趣味は、ダイビング、ギター、歌うこと、映画、ヨガ、ラリマーコレクション、着物、温泉めぐり、動物とたわむれる、ドライブ、カメラ、お散歩、動物園に行くこと。
犬猫好きとして知られ、声優として有名になった時期に「happy」と名付けたロングコートチワワを飼っていた。本人はグラビア撮影の際には「happy」がカメラの下にいると思って笑顔を作るように心掛けたといい、このことから「happy」の存在は國府田の声優としてのキャリア形成に役立ったと言える。この「happy」はすでに没したが、「happy」の遺骨を、お気に入りのアロマドームへ入れて肌身離さず持ち歩いている。命日は6月21日であり、ファンにも知られている。
特技としては、書道は2段の腕前、モータースポーツの国内B級ライセンスを所持している。なお、国内A級ライセンスも取るつもりであったが、所属事務所が反対したために断念した。スキューバダイビングはPADIアドバンスドオープンウォーターを取得している。その他にもエマージェンシーファーストレスポンス、損害保険代理店募集人などの資格も保有している。

### 交友関係
- 『アイドルプロジェクト』、『ママレードボーイ』等で共演した縁のある井上喜久子と共に『声優グランプリ』雑誌に頻繁に掲載されたことがあり、彼女とも仲が良かった。創刊号でも井上と表紙を飾っている[29]。それまで会って挨拶することはあったが、きちんとした形での2人の初対面は『ママレード・ボーイ』のアフレコの時である[30]。
- 1990年代の声優界隈では椎名へきるがライバルと見られていたが、実際は一緒にカラオケに行くなどの交友関係を持っていた[31]。
- 2004年に没した松原みきからは楽曲提供を受けたことがある。なお、國府田は「（松原みきは）良き相談相手」であったとその死を惜しんでいる。
- 松本梨香を「梨香姉」と呼んで慕っており、2016年には夜中に電話をしてきた松本に誘われて急遽影ナレを務めたことがある[32]。その際の台本に「トイレに行っトイレ」といったふざけた台詞が書かれていることなどを井上喜久子との対談で明かしており、松本が如何に面白い人物であるかを説明している[31]。
- 大切な仲間として南かおり・金月真美・山野さと子・ 岩男潤子・おたっきい佐々木の5人の名前をあげている[33]。南かおりとは國府田と同じ年で、MBSラジオでの共演が縁で親友となり"隣りの麦穂"と呼んでいる[34]。金月真美とは同時期に「コナミミュージックエンタテインメント」に所属しており、その後「MK-CONNECTION」を結成するなど親交の深さがうかがえる。山野さと子・岩男潤子とはプライベートでの親交が深く、ライブ会場に足を運んだり、映画を共に観に行ったりする仲[35][36][37]。おたっきい佐々木は1993年10月、國府田がパーソナリティの『ツインビーPARADISE』でディレクターデビューを果たし、その後も「ONE TO ONE 〜國府田マリ子の『青春の雑音リスナー』〜」などの番組もディレクターとして手がけている。
- 1990年代の声優界には怖い先輩もおり「役者は親の死に目にも会えない」という厳しさの下で活動を行っていた。先輩たちに厳しく怒られたことは、本人にとっては「きちんと指導してもらえる」という意味でありがたかったという[38]。一方、國府田本人は若手に対して「最近の若者は」と苦言を呈することは一切なく、純粋に若手はかわいがっている[39]。
- 『忍たま乱太郎』では新人の頃ユキ役の役作りに悩んでいた時、共演していた大塚周夫から「マリ子、お前（ユキ）はお前のままでいい。そのまま演じればいい。作らなくていい。そのキャラクター（ユキ）がキャラクターでいればいいんだ。」という役者論を教わり忘れられないと語っていた[40]。

### 出演作品に関するエピソード
- 『ママレード・ボーイ』で小石川光希を演じたことに関しては、子供でも大人でもない世代の光希を演じるのに苦労したといい、思い込みの激しい光希という人物を演じるために心の繊細な機微を乗せていかなければならなかったと後に語っている[41]。『ママレード・ボーイ』最終回の劇中歌『最後の約束』は感情移入して泣きながら歌った[42]。この曲は共演者にとっても思い出に残ったようであり、共演者の1人である古谷徹は後に一緒に國府田と酒を飲んでいた際に携帯電話に保存したその曲を國府田に聞かせてくれた[42]。
- かつて國府田がパーソナリティーを務めたラジオ番組『ツインビーPARADISE』では「合言葉はBee!!」と言う決めゼリフがあった。現在パーソナリティーを務めている「國府田マリ子のレインボービーム!!」においては「合言葉はレインボービーム!!」と言う決めゼリフがある。同じく「ツインビーPARADISE」で歌われた『Twin memories』は2017年の時点でも國府田のお気に入りの曲であり、未だにしょげた時に聞くか歌うかすると元気が出るという[42]。また、この番組のリスナーである仲間という意味で、バッグや持ち物にベルを付け、それらの総称をBeeメイツとしていた。
- 『ボボボーボ・ボーボボ』の田ボが歌う劇中歌を担当した際には、キーが低くて低音が出なかったと後に語っている[42]。
- 若手の頃はグラビア撮影は苦手だったようであり、マネージャーからは「写真によって違いすぎる。もっと安定させろ!」とたびたび怒られたという[28]。
- 『声優グランプリ』のグラビア写真を飾った際に着た衣装は、本人にしてみればプライベートでは絶対に着ないようなものであったので、どんな風に自分を見せて良いのか戸惑ったというが、井上がいたおかげでとても心強かったとムックで明かしている[41]。グラビア撮影の際には肌が荒れないように努力を行い、現場に到着した際にはメイクの担当者がティッシュで即席のパックをしてくれたことがある[43]。
- 『忍たま乱太郎』のユキ役は当初、「女の子のいぢわるさを出してください」と言われていたが、生き生きと輝くキャラクターたちを見ていたら自分の中で自由に“ユキ”が育っていったという。ユキとの違いや共通点に関しては、あまり違いや似ているといった感覚はないとコメントしている[44]。

## 出演
太字はメインキャラクター。

### テレビアニメ
1991年
- ウルトラマンキッズ 母をたずねて3000万光年（1991年 - 1992年、ノージィ、子供たち、怪鳥たち、街の人々、ドレミックブラザーズ、タッコン兄弟）
- キテレツ大百科（明子、女子A）
- きんぎょ注意報!（朱子、女生徒）
- ゲッターロボ號（女の子）

1992年
- 内田春菊の呪いのワンピース（祐子、女の子D、女子C）
- 少年アシベ2（山田洋子）
- スペースオズの冒険（ドロシー）
- それいけ!アンパンマン（1992年 - 2023年、エヌちゃん、ハーブちゃん、ホットサンドちゃん、ミントちゃん）
- 大草原の小さな天使 ブッシュベイビー（トム・ビル、生徒）
- ちびまる子ちゃん（少女、女の子）

1993年
- GS美神（おキヌ）
- 楽しいウイロータウン（アニー、ラッピー）
- ツヨシしっかりしなさい（三友昌美）
- 忍たま乱太郎（1993年 - 2025年、ユキ、忍たま、女、子供）

1994年
- ママレード・ボーイ（小石川光希）

1995年
- アニメ世界の童話（グレーテル）
- 恐竜冒険記ジュラトリッパー（お嬢）

1996年
- 名犬ラッシー（プリシラ）
- イーハトーブ幻想〜KENjIの春（トシ）

1997年
- CLAMP学園探偵団（美幸）
- フォーチュン・クエストL（マックス）
- HAUNTEDじゃんくしょん（長谷川花子）

1998年
- まもって守護月天!（シャオリン）

1999年
- クレヨンしんちゃん（マリー）
- ジバクくん（クインシェル）
- 週刊ストーリーランド（奈美）
- モンスターファーム シリーズ（1999年 - 2000年、ホリィ） - 2シリーズ

2000年
- ドラえもん（テレビ朝日版第1期）（青空ユカリ、マホ、女の子）
- ONE PIECE（カヤ）

2001年
- チャンス〜トライアングルセッション〜（REIKA）
- ポケットモンスター（サクラ）

2002年
- Kanon（2002年 - 2007年、水瀬名雪） - 2シリーズ

2003年
- プラネテス（元妻）
- ポケットモンスター サイドストーリー（サクラ）

2004年
- 探偵学園Q（宝生美鶴）
- ボボボーボ・ボーボボ（2004年 - 2005年、ルビー、田ボ）

2005年
- AIR（女生徒A）
- ガン×ソード（ビビアン）
- Xenosaga THE ANIMATION（フェブロニア）
- ブラック・ジャック（朝戸レイ）

2006年
- 神様家族（フミコ）
- デジモンセイバーズ（大門小百合）
- 出ましたっ!パワパフガールズZ（白金神子）
- 貧乏姉妹物語（あすのクラスの先生）
- BLEACH（ニーダー扇）
- マージナルプリンス〜月桂樹の王子達〜（クリスティーナ・グラント）

2007年
- 科学忍者隊ガッチャピン（ガッチャピン3号）
- コードギアス 反逆のルルーシュ（教師、リポーター）
- しおんの王（安岡幸子）

2008年
- 絶対可憐チルドレン（明石好美）
- ヴァンパイア騎士 Guilty（玖蘭樹里）
- ポルフィの長い旅（エレナ）
- ロザリオとバンパイア CAPU2（薬丸麻子）

2009年
- ジャングル大帝 -勇気が未来をかえる-（通信）
- 名探偵コナン（2009年 - 2024年、瀬戸瑞紀、女性客、中西優香、鮫井リカ、勝呂さやか、今井菜々子）

2011年
- UN-GO（倉満美音）
- たまごっち!（2011年 - 2014年、メロママっち） - 2シリーズ

2012年
- これはゾンビですか? オブ・ザ・デッド（妄想ユー）
- スマイルプリキュア!（星空育代）
- 這いよれ! ニャル子さん（2012年 - 2013年、ルーヒー・ジストーン） - 2シリーズ

2013年
- 探検ドリランド -1000年の真宝-（月天使クララ）
- ONE PIECE エピソードオブメリー 〜もうひとりの仲間の物語〜（カヤ）

2014年
- ハピネスチャージプリキュア!（クイーンミラージュ / ミラージュ）

2015年
- パンパカパンツ おNEW!（2015年 - 2017年、クロリ） - 3シリーズ
- みんな集まれ!ファルコム学園SC（クリス）

2017年
- 政宗くんのリベンジ（モモ）
- けものフレンズ（2017年 - 2019年、ヘラジカ） - 2シリーズ
- ONE PIECE エピソードオブ東の海 〜ルフィと4人の仲間の大冒険!!〜（カヤ）
- ドラゴンボール超（キャウェイ）
- 妹さえいればいい。（『鮮紅の魔狩人（仮）』アリス）

2019年
- ぱすてるメモリーズ（ヒロイン）
- ポプテピピック TVスペシャル 青龍ver.（ポプ子〈第14話Aパート〉）
- 川柳少女（雪白千冬）

2020年
- プリンセスコネクト!Re:Dive（ミサト）
- 犬と猫どっちも飼ってると毎日たのしい（2020年 - 2021年、先先代の犬、モブ犬B、お店の人B、モブ犬C）

2021年
- かぎなど（2021年 - 2022年、水瀬名雪） - 2シリーズ
- 世界最高の暗殺者、異世界貴族に転生する（ブリジット）

2022年
- 怪人開発部の黒井津さん（ママ）
- ちいかわ（キメラ、魔女）
- 魔入りました!入間くん（2022年 - 2023年、ウェパル）

### 劇場アニメ
- ドラゴンクエスト ダイの大冒険（1991年、ゴメ）
- GS美神 極楽大作戦!!（1994年、おキヌ）
- ママレード・ボーイ（1995年、小石川光希）
- A・LI・CE（2000年、マリア〈SS1X〉[65]）
- 劇場版アニメ 忍たま乱太郎 忍術学園 全員出動!の段（2011年、ユキ[66]）

### OVA
1991年
- 3×3 EYES（女性）

1992年
- 湘南爆走族8 赤い星の約束（女学生）
- 超時空要塞マクロスII -LOVERS AGAIN-（エイミー）

1993年
- スペシャルドラマ・ファンタジアンな日常（マドカ）
- ドラゴンハーフ（ルファ）
- 魔神英雄伝ワタル 終わりなき時の物語（オル）

1994年
- 宇宙の騎士テッカマンブレードII（ユミ・フランソワ / テッカマンイーベル）
- 湘南純愛組!（伊舞奈美樹）
- ダーティペア FLASH（ユリ）
- マップス（君塚星見）

1995年
- アイドルプロジェクト（未夢・エミルトン）
- 銀河お嬢様伝説ユナ〜哀しみのセイレーン〜（詩織）
- 不思議の国の美幸ちゃん（美幸）

1996年
- はるかぜ戦隊Vフォース（葵奈月）
- 銀河お嬢様伝説ユナ〜深闇のフェアリィ〜（詩織）
- タトゥーン★マスター（ニマ）

1997年
- ガルフォース・ザ・レボリューション（キャティ・ネビュラート）
- 超獣伝説ゲシュタルト（スズ）
- 竜機伝承（ミュウ）

1998年
- 聖少女艦隊バージンフリート（春惜伊勢）

1999年
- ツインビーPARADISE（マドカ）

2000年代
- 伝心 まもって守護月天!（2000年、シャオリン）
- スペクトラルフォース（2001年、アゼレア）
- Kanon（2002年、水瀬名雪）※DVD全巻購入特典
- Kanon PRELUDE（2006年、水瀬名雪）

2010年代
- 装甲騎兵ボトムズ 孤影再び（2011年、修行僧A）
- 鬼灯の冷徹（2019年、豊玉姫）

### Webアニメ
- 名探偵コナン vs Wooo（2011年、女性レポーター）
- ロボットガールズZ プラス（2015年、ギルギルガン[70]）

### ゲーム
1991年
- ドラゴンナイトIII（マリー）

1992年
- 銀河お嬢様伝説ユナ（おっとりの詩織〈神宮寺詩織〉、高貴な沙雪華〈綾小路沙雪華〉、香坂千秋）
- BURAI II 闇皇帝の逆襲（ボロネーズ）

1993年
- スーパーリアル麻雀PIV（愛菜〈2代目〉）※PCエンジン版『スーパーリアル麻雀PIVカスタム』、3DO版『スーパーリアル麻雀PIV+相性診断』、セガサターン版『スーパーリアル麻雀 グラフィティ』
- メタルエンジェル（早坂真琴、ミャオ）

1994年
- 風霧 -Ninja Action-（警告メッセージ）
- GS美神（おキヌ）
- ツインビー 対戦ぱずるだま（マドカ）
- ツインビー レインボーベルアドベンチャー（キャラクターボイス全般）
- ぽっぷるメイル（メイル）※PCエンジン版
- 女神天国（リリス）

1995年
- アニメフリークFXVol.1（リリス）
- 銀河お嬢様伝説ユナ2 永遠のプリンセス（おっとりの詩織〈神宮寺詩織〉、高貴な沙雪華〈綾小路沙雪華〉、香坂千秋）
- QUOVADIS（マリア・シンダー）
- 同級生（桜木舞）※PCエンジン版
- ぷよぷよCD通（トリオ・ザ・バンシー）
- 負けるな!魔剣道2（マドンナー）

1996年
- エレメントボイスシリーズ (5) 國府田マリ子 〜Welcome to the Marikotown!〜（國府田マリ子〈本人役〉）※実写出演
- 銀河お嬢様伝説ユナFX 哀しみのセイレーン（おっとりの詩織〈神宮寺詩織〉、高貴な沙雪華〈綾小路沙雪華〉、香坂千秋）
- デアラングリッサーFX（リアナ、ラーナ）
- 同級生if（桜木舞）
- 東方珍遊記 〜はーふりんぐ・はーつ!!〜（ゴクー）
- 七つの秘館（玲奈）
- FIST（バニー・メイ）
- ボイスパラダイス（シトロン）
- メルクリウスプリティ（ホムンクルス）
- ライトニングレジェンド 大悟の大冒険（雷王大悟）

1997年
- エルフィンパラダイス（シトロン）
- 銀河お嬢様伝説ユナ3 LIGHTNING ANGEL（おっとりの詩織〈神宮寺詩織〉、高貴な沙雪華〈綾小路沙雪華〉、香坂千秋）
- クロス・ロマンス 〜恋と麻雀と花札と〜（中岡しのぶ）
- スペクトラルフォース（アゼレア）
- だいすき（シーシェル・マルセイユ）
- 同級生麻雀（桜木舞）
- DOKI DOKI プリティリーグ（野々原千晶）
- 熱砂の惑星（マリア）
- ぱらPAR∀パラダイス（香田茜）
- BSゼルダの伝説 古代の石盤（ゼルダ姫）
- フリートークスタジオ マリの気ままなおしゃべり（香坂マリ、河合奈津美）
- ポケットラブ（佐伯るるな）
- 女神天国II（リリス）
- ラングリッサーI&II（リアナ）
- 竜機伝承PLUS（ミュウ）

1998年
- 銀河お嬢様伝説ユナ FINAL EDITION（おっとりの詩織〈神宮寺詩織〉、高貴な沙雪華〈綾小路沙雪華〉、香坂千秋）
- スペクトラルフォース2（アゼレア）
- ツインビーRPG（マドカ）
- みつめてナイト（アン）

1999年
- 純情で可憐メイマイ騎士団 スペクトラルフォース聖少女外伝（アゼレア）
- スペクトラルフォース 愛しき邪悪（アゼレア）
- 聖少女艦隊バージンフリート（春惜伊勢）

2000年
- Kanon（水瀬名雪）
- 七つの秘館 戦慄の微笑（白川玲奈）
- ブレイドアーツ 〜黄昏の都ルルイエ〜（イ＝ルム、ブリジット＝ランダース）
- 國府田マリ子のどきどき ON AIR（國府田マリ子〈本人役〉）

2001年
- ドキドキプリティリーグ Lovely Star（野々原千晶）
- From TV animation ONE PIECE とびだせ海賊団!（カヤ）
- みんなのGOLF3（アヤカ、ナナコ）
- メダロットnavi（NAVI、ナビコ / ナビ・コミュン）

2002年
- Card of Destiny 〜光と闇の統合者〜（ルフィーナ）
- ゼノサーガ エピソードI［力への意志］（フェブロニア）

2003年
- みんなのGOLF4（ナナコ）

2004年
- 青い涙（藤原マナ）
- ゼノサーガ エピソードII［善悪の彼岸］（フェブロニア）

2006年
- 乙女的恋革命★ラブレボ!!（ナツミ）
- ゼノサーガ エピソードIII［ツァラトゥストラはかく語りき］（フェブロニア）
- 熱血江湖ONLINE（女性キャラクター）

2007年
- Kanon（水瀬名雪）
- 多重人格 -Dr.Yesterday-（カオリ）
- ドラゴンシャドウスペル（プリンヴェール・シュガー）

2010年
- Angelic Crest（ルーシア）
- 乙女的恋革命★ラブレボ!! Portable（ナツミ）
- 忍たま乱太郎 学年対抗戦パズル!の段（ユキ）
- L@ve once（高梨汐音）

2011年
- L@ve once Mermaid's tears（高梨汐音）

2012年
- 桃色大戦ぱいろん（桃鈴）

2013年
- 這いよれ! ニャル子さん 名伏しがたいゲームのようなもの（ルーヒー・ジストーン）

2015年
- プリンセスコネクト!（愛川美里）
- PROJECT X ZONE 2:BRAVE NEW WORLD（裏嶋千鶴）
- ポポロクロイス牧場物語（エリリス）

2017年
- グランブルーファンタジー（2017年 - 2024年、ガブリエル）

2018年
- プリンセスコネクト！Re:Dive（2018年 - 2024年、ミサト / 愛川美里）
- 共闘ことばRPG コトダマン（2018年 - 2021年、ヘラジカ、田ボ）

2019年
- スーパーロボット大戦DD（2019年 - 2023年、マイコ〈神足麻依子〉）
- 新サクラ大戦（天宮ひなた）

2021年
- ときめきメモリアル Girl's Side 4th Heart（花椿みちる）
- プリコネ！グランドマスターズ（ミサト）

2023年
- Kanon（水瀬名雪） - Switch版
- Shadowverse（エルヴィーラ、不浄の古霊）

### ドラマCD
- アイドルプロジェクト クライム♥プランニング（未夢・エミルトン）
- アリスソフト・スペシャル「ラブパニック」（シィル・プライン）
- ヴァンパイア騎士 ピュアブラッドCD-PACK（玖蘭樹里）
- 宇宙の騎士テッカマンブレードII（ユミ・フランソワ）
- 英雄伝説III 白き魔女（クリス）
- 織田信奈の野望（今川義元）
- Kiss (2002年)
- 気象精霊記シリーズ（2002年、ユメミ・ナイアス・スヒチミ・ウガイア）
- 究極戦隊ダダンダーン（夏木玲子）
- クローバー（2004年、鈴木沙耶）
- GS美神 極楽大作戦!!（おキヌ）
- 公認アンソロジードラマCD Kanon 〜カノン〜（2001年 - 2002年、水瀬名雪）
- 公認アンソロジードラマCD Kanon 〜カノン〜 水瀬さんち（2002年 - 2003年、水瀬名雪）
- サムライスピリッツ（ナコルル）
- スペースエクソシスト -地球が憑かれた日-（美月）
- ゼルダの伝説 サウンド・ドラマ 「二人の序章」（ゼルダ姫）
- TARAKOぱっぱらパラダイス（カチューシャ、クリス）
- 超獣伝説ゲシュタルト（スズ）
- ツインビーPARADISE（マドカ）
- 翼を持つ者（寿）
- ティンクルセイバーNOVA（鈴鳴はやな）
- 天国に涙はいらない 〜臥竜鳳雛夫婦雛〜（たま）
- 伝心 まもって守護月天!（守護月天シャオリン〈2代目〉）
- ときめきメモリアル（十一夜恵）
- 忍たま乱太郎 ドラマCD 学級委員長委員会の段（ユキ）
- ノーティボーイ（2002年、泰世）
- 這いよれ! ニャル子さんGX フェイタルアトラクション（ルーヒー）
- バトルガール藍（各務藍）
- P.S.すりーさん（2010年、FXさん）
- 1st PRESS ONLY限定版オムニバス・ドラマCD「Kiss」
- ボイスパラダイス（シトロン）
- 撲殺天使ドクロちゃん（サバト）
- ぽっぷるメイルパラダイスシリーズ（カチューシャ）
- ぽっぷるメイル The Next Generationシリーズ（カチューシャ）
- まもって守護月天! 再逢（守護月天シャオリン〈2代目〉）
- めぐる季節のなかで 春冬編（2015年、梶井智子）
- 「RADON -Les Deux Hommes-」（2001年）
- 流星皇子TOMMY（1994年、秋川ケイコ）

### 企画CD
- おにいちゃんCD Advance（2006年）
- おねえちゃんCD（2006年）
- 声優だぁ～い好き!!恋のプロフィール（1994年）
- バックグランドメッセージ～そんなすべてのあなたに～Vol.2（1999年）
- バックグランドメッセージ～そんなすべてのあなたに～Vol.4 痛んだ思いの飲み薬～恋や愛に疲れたら～（1999年）
- バックグランドメッセージ～そんなすべてのあなたに～Vol.9 凍りつく夜の幻影（1999年）
- バックグランドメッセージ～そんなすべてのあなたに～Vol.11 永遠の約束への序章～一億二千万分の二人の世界～（1999年）
- バックグラウドメッセージ～そんなすべてのあなたに～Vol.15 寂しさと空しさのひとり芝居～ホッとため息，自分との会話（1999年）
- バックグラウドメッセージ～そんなすべてのあなたに～Vol.16 絶望と失望の心の叫び～お願い！この泥沼から私を助けて（1999年）
- Love Letter Vol.3（1998年）

### ラジオドラマ
- 青春アドベンチャー「魔女たちのたそがれ」（1999年） - 栗原多江
- 青春アドベンチャー「アクアリウムの夜」（2002年） - 大鳥良子
- 電撃大賞「天国に涙はいらない 〜臥竜鳳雛夫婦雛〜」（2002年） - 桂たま
- 火の鳥〜未来編〜（2020年） - タマミ
- Kanon 水瀬さんち（2001年 - 2002年） - 水瀬名雪
- ラジオ劇団『小さな奇跡』（マリ姉〈ラジオDJ〉）

### インターネットドラマ
- 「RADON/les deux hommes 少年」（2002年）
- 「RADON/les deux hommes 光陰」（2002年）
- 「Radon/les Deux Hommes 追跡」（2002年）
- 「Radon/les Deux Hommes 封印」（2002年）
- 「Radon/les Deux Hommes 啓示」（2002年）
- 「Radon/les Deux Hommes 綺羅」（2002年）
- 「富士屋ホテル」（2002年）
- 「桜の闇」（2002年）
- 「キンギョ」（2002年）
- 「光る家」（2002年）

### テレビドラマ
- せつない TOKYO HEART BREAK（1998年、テレビ朝日） - 谷村香

### 映画
- Looking For（1998年） - 石井奈津子
- EAT&RUN（2001年） - まり
- ライトノベルの楽しい書き方（2010年） - 与まるみ

### Vシネマ
- Flower Snow（2006年）宇田川杏子

### ビデオ・DVD
- Voice（1991年）- トモヨ
- とべない鳥ぴーちゃん（2005年）

### 吹き替え

#### 映画
- ハード・キャンディ（1999年、マーシー）

#### ドラマ
- 追風少年 ワンダフルライフ（2006年、イーロウ）
- 西遊記（2002年、シラン）[86]
- フリークス学園（2002年 - 2003年、リンジー〈リンダ・カーデリーニ〉）
- ONE PIECE（2023年、カヤ〈セレステ・ルーツ〉[87]）

#### アニメ
- バービーの王女と村娘（2004年、セラフィーナ）

### 舞台
- 音楽朗読劇「幸せは蒼穹の果てに」（ジェイン・エア）
- 劇団岸野組 極悪鬼道（2021年、藤の花の精）[88]
- 劇団岸野組 悪（わる）～この男悪につき、ご容赦願います～（2019年、幻の女）
- 天国の本屋（2004年、ユイ）
- とんびと鷹の捕物帖 巻之壱 〜酔いどれ娘とお転婆オヤジ〜（2005年、おみつ）
- とんびと鷹の捕物帖 巻之弐 〜十手小町の恋知らず〜（2008年、おみつ）
- 火の鳥（ブチ）

### ナレーション

#### テレビ番組
- アインシュタインの眼「多摩川・水の宇宙」（2009年8月23日、BSプレミアム）
- Eテレこの秋の新番組（2011年10月1日、NHK教育テレビ）
- 快進撃TVうたえモン（1999年1月 - 9月、フジテレビ）
- 邦子と徹のあんたが主役（テレビ朝日）
- 世界まる見え!テレビ特捜部（2012年4月9日から、日本テレビ）
- 即席!明るい改造計画（1999年4月 - 9月、読売テレビ・日本テレビ系）
- ダイドードリンコスペシャル「思いをつなげ！脚折雨乞」〜4年に一度の巨大龍〜（2012年8月26日、テレビ埼玉）
- 厨房のありす（2024年1月 - 3月、読売テレビ・日本テレビ系）解説放送
- ハイビジョンふるさと発「“大家族”で不況に挑む〜愛知・日系人町工場物語〜」（2009年8月1日、NHK BS hi）
- 爆笑・千原の天然パラダイス「ドッキリ! 夢パラダイス」（1998年、NHK）
- はぴひる!（2004年3月 - 9月、TBS）
- ぼびバラ▽ボビーただいま反省中（2021年 - 2022年 千葉テレビ）
- ホリデー・ドキュメンタリー「走れ！手づくり自動車〜山口・イマドキ大学生の挑戦〜」（2012年9月17日、NHK総合テレビ）
- 見取り図の間取り図ミステリー（2025年2月27日、日本テレビ）

#### テレビCM
- GREE 『探検ドリランド』（月天使クララ） - 公式Twitter（2011年9月30日）より
- 参議院埼玉県選出議員補欠選挙 啓発CM（2019年、テレビ埼玉）
- 埼玉県知事選挙 啓発CM（2019年、テレビ埼玉）
- Lee SHOULDER BAG SET BOOK（2021年、宝島社）

#### ラジオCM
- 近田春夫のライオンパッケージソング（1995年）

#### YouTube
- 北岡悟 本気YouTube

#### コンサート
- 新日本フィルハーモニー交響楽団クリスマスコンサート（2001年12月16日・野木文化会館（栃木））
- ファースト・ポップスVol.8 「ラヂオ・デイズ」〜今夜だけあの日に〜（2002年5月18日、すみだトリフォニーホール）
- 神奈川フィルハーモニー管弦楽団公演「みなとみらいシリーズ 第348回」（2019年5月11日、横浜みなとみらいホール）

### 司会

#### イベント
- さいたま市政令指定都市移行前夜祭「僕たちのカウントダウン～そして、希望、かなうまちへ～」（2003年3月31日・JR大宮駅西口 アルシェ特設会場（埼玉））
- 彩の国まごころ国体（アーチェリー）会場アナウンス（2004年・宮代町はらっパーク宮代（埼玉））
- みやしろハロウィンパーティー2011（2011年10月28日・宮代町役場スキップ広場（埼玉））
- 宮代町町制施行70周年記念式典 司会（2025年7月6日・宮代町進修館大ホール（埼玉））

### テレビ番組
- Anison Days（2021年10月15日、BS11）
- アニメぱらだいす!（2009年3月2日、キッズステーション）
- ありがとッ!（2015年3月30日12時、テレビ神奈川）
- 栄光の60年!勝利の方程式（2016年7月30日-31日、アニマックス コメント出演）
- X年後の関係者たち（2022年10月11日、BS-TBS）
- mmm!（2000年8月9日、日本テレビ）
- M-VOICE（2000年12月25日 - 29日、テレビ大阪）
- オレたちテレビもやってまーす!!（MBS）
- 伝説音舗〜うれる堂〜（2000年9月4日、読売テレビ）
- news every.『今、私がいる理由（わけ）〜家族が見た戦争の記憶〜』（2015年8月19日、日本テレビ）
- 番宣部長（2009年6月、AT-X）
- VOISTARS〜輝く声の星たち〜（2000年3月25日、MONDO21）
- ボビー's スタジアム（2011年2月12日、テレビ埼玉）
- 松井恵理子・松嵜玲の声優アニ雑団（2018年5月15日、AbemaTV）
- ミュージック・ジャンプ（NHK-BS2）
- ミュージックボイス「声優アイドル大集合」（1997年6月6日、NHK-BS2）
- みんなのうた『雨のちスペシャル』（1997年、NHK総合）
- モンスターファームスペシャル 〜アニメの秘密を探れ〜（CBC・TBS系）
- 夕食ばんざい（1997年、フジテレビ）
- ラジオ関西PRESENTS☆2004STARCHILD DREAM in KOBE2nd☆響宴! アニメの歌姫たち（サンテレビ）

### ラジオ
- UP'Sスペシャル 〜國府田マリ子の元気になるラジオ〜（1996年10月18日、TBSラジオほか）
- ウハウハ大放送 アニメストリート（旧番組名：土曜の夜ですウハウハ大放送 アニメストリート）（1999年5月 - 2010年9月、ラジオ日本）
- ウルトラマニアバンザイ（1992年、文化放送）
- air marine〜ドラゴンファンタジー〜（2002年4月、文化放送）
- オールナイトニッポン 週替わりスペシャル（1995年11月24日、ニッポン放送）
- おしゃべりやってまーすシリーズ - 2シリーズ[一覧 7]（K'z Station）
- オレたちやってま〜すシリーズ（1997年10月 - 2002年3月、毎日放送）
- 國府田マリ子のお願い！ぽちっとな。（2006年、声優アニメサイト+hm3、※携帯ラジオ）
- 國府田マリ子のCome on FUNKY Lips!（1997年10月 - 1998年9月、文化放送ほか）
- 國府田マリ子のGM（旧番組名：國府田マリ子のGAME MUSEUM）（1993年10月 - 2004年10月、ラジオ大阪ほか）
- 國府田マリ子のタワーフルステーション（2014年5月 - 2015年3月、TOKYO TOWER TV）
- 國府田マリ子の寝不足ラジオ〜夢はそらいろ〜（2004年10月 - 2006年3月、東海ラジオ）
- 國府田マリ子のマリ子モード！（2006年、声優グランプリ　※携帯ラジオ）
- 國府田マリ子のレインボービーム!!（2010年11月 - 、お台場レインボーステーション）
- 國府田マリ子・南かおりのSha-La-La〜ふたり〜（1998年、コナミ・インターネット放送）
- 國府田マリ子・南かおりのブンブンGM（2012年12月 - 2019年5月、ニコニコラジオ大阪チャンネル）
- シャオと太助の今夜も守護月天!（1999年12月 - 2001年9月、TBSラジオ）
- ツインビーPARADISEシリーズ - 3シリーズ[一覧 8]（文化放送ほか）
- TV GAME RADIONS（1992年8月 - 1993年7月、ラジオ大阪）
- 天才! 早耳ラジオ君 〜國府田マリ子の本日もゲーム三昧〜（1995年6月～1996年3月、CS-PCM音声放送 PCM Z-SKY4）
- 謎なぞドリーミン（1996年5月 - 1997年3月、毎日放送）
- BANANA放送局・ヤンラジグランプリ（1997年4月 - 9月、毎日放送）
- 晩晩五星 〜これがそうなのね、仔猫ちゃん〜（1995年4月 - 9月、毎日放送）
- 古本新之輔のパラシュート遊激隊（1996年2月 - 3月、文化放送）
- VOICE OF WONDERLAND（1996年4月、JFN加盟各局）
- めいめいもう 〜國府田マリ子のがんばりマンボー!!〜（2008年2月、ラジオ大阪）
- ONE TO ONE 〜國府田マリ子の『青春の雑音リスナー』〜（2020年2月 - 2022年9月、ベルガモ）

### 有線放送
- LIVE U LINE（1999年5月10日 - 16日、A-39チャンネル）
- a-FANFAN（2009年2月9日、C/G-26チャンネル）

### 書籍
- ESTACION（エスタシオン）（1995年、主婦の友社）
- 國府田マリ子のGAME MUSEUM（1996年、オプトコミュニケーションズ）
- Mariko Kouda "終わらないアンコール"（1997年、コナミ）
- KOHDAISM（1997年、学研プラス）
- 夢はひとりみるものじゃない（1998年、エムオンエンターテイメント）
- 國府田マリ子 in Looking For（1998年、主婦の友社）
- 國府田マリ子ベスト・コレクション―やさしいピアノソロ（2000年、東京音楽書院）
- Dear Music（2000年、TOKYO FM出版）
- 國府田マリ子ポスターブック（2001年、音楽専科社）
- ほんとはコウダ! 〜ここだけの國府田マリ子〜（2001年、キャラクター・アンド・アニメ・ドット・コム）
- 英単語ドリルノートFORMULA1200 BASIC（2006年、東進ブックス）
- 英熟語FORMULA1000（2007年、東進ブックス）

### PCソフト
- ボイスコレクション3國府田マリ子[89]（スペースプロジェクト）
- TECH Win[90]（1997年1月号、1999年8月号、1999年10月号、2002年9月号）※ASCII社発行『Tech Win』誌に連載の「Voice Fan」に収録。Windows用のメッセージに使える20 - 40程度のwavデータが収録されていた。
- 國府田マリ子のきれいにするんだもん（1999年、ビング）
- 國府田マリ子のGM[91]（1999年、オプトコミュニケーションズ）
- 國府田マリ子のどきどきON AIR[92]（2000年、オプトコミュニケーションズ）
- Spinnakerキャラコレ カレンダー 國府田マリ子[93]（2004年、スピンネーカ）

### その他コンテンツ
- アイドルオンステージ
- アニ店特急 2007年夏（パーソナリティ）
- インターネットドラマ「キンギョ」
- ウルトラ怪獣モンスターファーム PV（2022年、ホリィ[94]）
- 科学忍者隊ガッチャピン（ガッチャピン3号）
- 携帯コンテンツ ザ・スターボウ（リリル）

## ディスコグラフィ

### シングル
|      | 発売日         | タイトル                           | 規格品番                 | オリコン最高位 |
| ---- | -------------- | ---------------------------------- | ------------------------ | -------------- |
| 1st  | 1994年10月21日 | 僕らのステキ/Harmony               | KIDA-7601                | 51位           |
| 2nd  | 1995年7月21日  | みみかきをしていると               | KIDA-7603                | 63位           |
| 3rd  | 1996年5月22日  | 私が天使だったらいいのに/まちぶせ  | KIDA-7608                | 37位           |
| 4th  | 1996年10月21日 | 夢はひとりみるものじゃない         | KIDA-7612                | 24位           |
| 5th  | 1997年6月4日   | 笑顔で愛してる                     | KIDA-7624                | 23位           |
| 6th  | 1997年9月3日   | 風がとまらない                     | KIDA-7631                | 22位           |
| 7th  | 1997年11月21日 | 雨のちスペシャル                   | KIDA-7638                | 28位           |
| 8th  | 1998年2月25日  | Looking For                        | KIDS-7603                | 27位           |
| 9th  | 1998年7月3日   | コバルト                           | KIDS-7605                | 26位           |
| 10th | 1998年10月23日 | 大切に思えるものが一緒ならいいよね | KIDS-7608                | 32位           |
| 11th | 1999年1月22日  | 待っていました                     | KIDS-7610                | 30位           |
| 12th | 2000年4月26日  | 淋しがりやの恋                     | KICS-785                 | 38位           |
| 13th | 2000年5月24日  | ハチミツ                           | KICS-794                 | 34位           |
| 14th | 2000年8月3日   | 心の矢印                           | KICS-813                 | 44位           |
| 15th | 2001年1月24日  | もんしろちょう                     | KICM-1014                | 39位           |
| 16th | 2001年6月6日   | その時まで                         | KICM-1024                | 35位           |
| 17th | 2002年1月10日  | 花                                 | KICM-1044                | 49位           |
| 18th | 2002年12月4日  | 空の手のひら                       | KICM-1062                | 70位           |
| 19th | 2003年3月26日  | Ta・ra・ra                         | KICM-1068                | 78位           |
| 20th | 2003年9月3日   | 地球の想い〜ほしの想い〜           | KICM-1079                | 81位           |
| 21st | 2004年11月3日  | 君がいる空                         | KICM-91122（初回特装盤） | 84位           |
| 21st | 2004年11月3日  | 君がいる空                         | KICM-1122（通常盤）      | 84位           |
| 22nd | 2004年12月8日  | Clear                              | KICM-91125（初回特装盤） | 100位          |
| 22nd | 2004年12月8日  | Clear                              | KICM-1125（通常盤）      | 100位          |
| 23rd | 2005年5月11日  | 自由な翼                           | KICM-91135（初回特装盤） | 90位           |
| 23rd | 2005年5月11日  | 自由な翼                           | KICM-1135（通常版）      | 90位           |
| 24th | 2005年9月7日   | 虹が呼んでる                       | KICM-91144（初回特装盤） | 105位          |
| 24th | 2005年9月7日   | 虹が呼んでる                       | KICM-1144（通常版）      | 105位          |

### アルバム

#### オリジナル・アルバム
|      | 発売日         | タイトル                 | 規格品番  | オリコン最高位 |
| ---- | -------------- | ------------------------ | --------- | -------------- |
| 1st  | 1994年11月23日 | Pure                     | KICA-7647 | 22位           |
| 2nd  | 1995年9月5日   | Vivid                    | KICA-7673 | 10位           |
| 3rd  | 1996年7月24日  | Happy!Happy!Happy!       | KICS-7601 | 10位           |
| 4th  | 1997年9月26日  | なんでだってば!?         | KICS-7607 | 15位           |
| 5th  | 1998年7月24日  | だいすきなうた           | KICS-7612 | 23位           |
| 6th  | 1999年2月26日  | やってみよう             | KICS-7615 | 25位           |
| 7th  | 2000年10月4日  | そら                     | KICS-826  | 19位           |
| 8th  | 2001年7月4日   | あいたくて               | KICS-876  | 30位           |
| 9th  | 2003年2月5日   | この空からきこえる       | KICS-988  | 54位           |
| 10th | 2003年12月3日  | 音いろえんぴつ〜十二色〜 | KICS-1044 | 155位          |
| 11th | 2005年2月2日   | メトロノーム             | KICS-1128 | 137位          |
| 12th | 2005年11月2日  | ビタミンぱんちっ!        | KICS-1193 | 221位          |
| 13th | 2010年9月22日  | you're my special        | WYCC-4015 | 184位          |
| 14th | 2013年10月2日  | 絶対的energy★キラッ      | DDCZ-1896 | 126位          |

#### ミニ・アルバム
|     | 発売日         | タイトル               | 規格品番   | オリコン最高位 |
| --- | -------------- | ---------------------- | ---------- | -------------- |
| 1st | 1993年11月25日 | KISS                   | TKCA-70195 |                |
| 2nd | 2009年2月25日  | 僕の宝物               | POCE-3320  | 149位          |
| 3rd | 2023年3月19日  | 世界はまだ君を知らない | WFCC-2902  |                |

#### ベスト・アルバム
|     | 発売日        | タイトル                                      | 規格品番  | オリコン最高位 |
| --- | ------------- | --------------------------------------------- | --------- | -------------- |
| 1st | 1996年2月16日 | Twinbee Vocal Paradise featuring Mariko Kouda | KICA-7692 | 20位           |
| 2nd | 1998年2月25日 | My Best Friend                                | KICS-7610 | 11位           |
| 3rd | 1999年2月25日 | B Side Collection                             | KMCS-1    | 39位           |
| 4th | 1999年8月6日  | My Best Friend 2                              | KMCS-3    | 31位           |
| 5th | 2000年12月6日 | colorful                                      | KMCS-18   | 97位           |
| 6th | 2001年1月7日  | colorful 2                                    | KMCS-20   | 83位           |
| 7th | 2002年2月6日  | PURE ENERGY                                   | KICS-932  | 34位           |
| 8th | 2004年3月3日  | My Best Friend 3                              | KICS-1065 | 97位           |
| 9th | 2011年6月8日  | 國府田マリ子 パーフェクト・ベスト             | KICS-1659 | 223位          |

#### ライブ・アルバム
|     | 発売日       | タイトル                                                  | 規格品番    | オリコン最高位 |
| --- | ------------ | --------------------------------------------------------- | ----------- | -------------- |
| 1st | 1997年3月5日 | Mariko Kouda Concert Tour '95〜'96 "終わらないアンコール" | KICS-7604/5 | 14位           |

#### サウンドトラック
|     | 発売日        | タイトル                           | 規格品番  |
| --- | ------------- | ---------------------------------- | --------- |
| 1st | 1998年3月13日 | Looking For Original Soundtrack    | KICS-7611 |
| 2nd | 1998年10月9日 | MARIKO KOUDA INSTRUMENTAL TRACKS   | KICA-7897 |
| 3rd | 1999年5月21日 | MARIKO KOUDA INSTRUMENTAL TRACKS 2 | KMCA-6    |

#### コンピレーション・アルバム
|     | 発売日        | タイトル                                                       | 規格品番    |
| --- | ------------- | -------------------------------------------------------------- | ----------- |
| 1st | 1994年8月5日  | 國府田マリ子のRadio Canvas Vol.1                               | KICA-7643   |
| 2nd | 1995年4月21日 | 國府田マリ子のRadio Canvas Vol.2                               | KICA-7657/8 |
| 3rd | 1995年12月6日 | 國府田マリ子のRadio Canvas Special                             | KICA-7680   |
| 4th | 1996年3月23日 | 國府田マリ子のRadio Canvas Vol.3                               | KICA-7694   |
| 5th | 1998年8月21日 | 國府田マリ子・南かおりのSha-La-La〜ふたり〜                    | KICA-7889   |
| 6th | 2002年7月24日 | MARIKO KOUDA Presents GM CD                                    | KICA-1272   |
| 7th | 2003年10月1日 | MARIKO KOUDA Presents GM CD II 〜みんなのGM 10th Anniversary〜 | KICA-1311   |
| 8th | 2004年9月8日  | MARIKO KOUDA Presents GM CD Special                            | KICA-1335   |
| 9th | 2005年8月3日  | MARIKO KOUDA Presents GM CD Special 2                          | KICA-1374   |

### ライブ・ビデオ
| 発売日         | 発売日         | 発売日            | タイトル                                                          | 規格品番 | 規格品番 | 規格品番 |
| VIDEO          | LD             | DVD               | タイトル                                                          | VIDEO    | LD       | DVD      |
| -------------- | -------------- | ----------------- | ----------------------------------------------------------------- | -------- | -------- | -------- |
| 1996年3月16日  | 1996年3月16日  | 2000年2月4日      | Mariko Kouda Concert Tour '95 Vivid                               | KIVM-98  | KILM-44  | KMBM-1   |
| 1997年12月3日  | 1997年12月3日  | 2000年2月4日      | Mariko Kouda Concert Tour '96〜'97 "終わらないアンコール"         | KIVM-219 | KILM-54  | KMBM-2   |
| 1998年8月7日   | 1998年8月7日   | 2000年2月4日      | Mariko Kouda Concert Tour '97〜'98 なんだってば!?                 | KIVM-233 | KILM-58  | KMBM-3   |
| 1999年12月18日 | 1999年12月18日 | 2000年2月4日      | Mariko Kouda Special Summer Live '99 〜青空で愛してる 2nd Touch〜 | KIVM-251 | KILM-62  | KMBM-4   |
| 2000年3月16日  |                | 2000年3月16日     | Mariko Kouda Special Summer Live '97 〜青空で愛してる〜           | KMVM-5   |          | KMBM-5   |
| 2001年2月21日  | 2001年2月21日  | Mariko Kouda 2000 | KIVM-266                                                          | KIBM-15  |          |          |
| 2002年3月6日   | 2002年3月6日   | Mariko Kouda 2001 | KIVM-273                                                          | KIBM-36  |          |          |

### ビデオクリップ集
| 発売日         | タイトル                                                | 規格品番  | 規格品番 | 規格品番 |
| 発売日         | タイトル                                                | VIDEO     | LD       | DVD      |
| -------------- | ------------------------------------------------------- | --------- | -------- | -------- |
| 1998年4月3日   | Mariko Kouda 1st Music Clips My Best Friend             | KIVM-230  | KIKM-57  |          |
| 1999年8月6日   | Mariko Kouda 2nd Music Clips My Best Friend 2           | KMVM-1    | KMLM-1   |          |
| 2000年2月4日   | Mariko Kouda Music Clips My Best Friend plus            |           |          | KMBM-6   |
| 2000年10月18日 | Video Clips 2000 vol.1 Map そんなに遠くない未来 -第1章- | KIVM-261  | KIBM-8   |          |
| 2000年10月18日 | Video Clips 2000 vol.2 Map そんなに遠くない未来 -第2章- | KIVM-262  | KIBM-9   |          |
| 2002年3月6日   | Mariko Kouda Music Clips 2001                           |           | KIBM-35  |          |
| 2003年3月5日   | Mariko Kouda Music Clips 2003                           | KIBM-41   |          |          |
| 2005年3月2日   | Mariko Kouda DVD BOX                                    | KIBM-76/7 |          |          |
| 2006年1月12日  | Mariko Kouda Music Clips 2006                           | KIBM-102  |          |          |

### タイアップ曲
- 参加楽曲、および、キャラクターソングについては除く。

| 楽曲                           | タイアップ | 時期   |
| ------------------------------ | --- | ------ |
| 僕らのステキ                   | 文化放送系ラジオドラマ『ツインビーPARADISE 2』オープニングテーマ 『ツインビーヤッホー! ふしぎの国で大あばれ!!』オープニングテーマ | 1994年 |
| Harmony                        | 文化放送ラジオドラマ『ツインビーPARADISE 2』イメージソング                                                                        | 1994年 |
| Horizon                        | ラジオ大阪「國府田マリ子のGAME MUSEUM」 エンディングテーマ                                                                        | 1994年 |
| 私が天使だったらいいのに       | 文化放送系ラジオドラマ『ツインビーPARADISE 3』前期エンディングテーマ                                                              | 1996年 |
| 夢はひとりみるものじゃない     | フジテレビ系『猛烈アジア太郎』エンディングテーマ 文化放送系ラジオドラマ『ツインビーPARADISE 3』後期エンディングテーマ             | 1996年 |
| 笑顔で愛してる                 | 文化放送ラジオ「CLUB db STATION」初代エンディングテーマ                                                                           | 1997年 |
| 雨のちスペシャル               | NHK『みんなのうた』1997年10月 - 11月（5分1曲枠）放送曲                                                                            | 1997年 |
| Looking For                    | 映画「Looking For」主題歌 | 1998年 |
| 大空の彼方へ                   | 映画「Looking For」挿入歌 | 1998年 |
| 待っていました                 | TOKYO FM「T-FMブランニューソング」テーマソング                                                                                    | 1999年 |
| 淋しがりやの恋                 | TBSテレビ系「ワンダフル」エンディングテーマ                                                                                       | 2000年 |
| ハチミツ                       | テレビ朝日系ドラマ「HAPPY SALVAGE ハッピィサルベージ」オープニングテーマ                                                          | 2000年 |
| その時まで                     | 日本テレビ系「e-girl」エンディングテーマ                                                                                          | 2001年 |
| 花                             | テレビ朝日系深夜ドラマ「時空警察ヴェッカーD-02」主題歌                                                                            | 2002年 |
| Lifelike 〜It’s now or never〜 | ラジオ大阪「國府田マリ子のGM」 エンディングテーマ                                                                                 | 2002年 |
| 空の手のひら                   | 映画「八月の幻」主題歌 | 2002年 |
| Ta・ra・ra                     | テレビ朝日ドラマ『R#(ルーム・ナンバー)』主題歌                                                                                    | 2003年 |
| 自由な翼                       | 東海ラジオ「國府田マリ子の寝不足ラジオ〜夢はそらいろ〜」オープニングテーマ                                                        | 2005年 |
| ため息のサプリメント           | 東海ラジオ「國府田マリ子の寝不足ラジオ〜夢はそらいろ〜」エンディングテーマ                                                        | 2005年 |
| 星屑砂嵐〜青春の雑音リスナー〜 | ベルガモ「ONE TO ONE 〜國府田マリ子の『青春の雑音リスナー』〜」オープニングテーマ                                                 | 2020年 |
| you're my special              | ベルガモ「ONE TO ONE 〜國府田マリ子の『青春の雑音リスナー』〜」エンディングテーマ                                                 | 2020年 |

### 参加楽曲
- 複数の作品でリリースされている楽曲は、最初にリリースされた作品を掲載。
- Remixバージョンなどについては同楽曲とみなす。

| 発売日            | タイトル                                                             | 名義                                                                                 | 楽曲                                 | 備考                                                                              |
| 魍魎戦記 MADARA   | 魍魎戦記 MADARA                                                      | 魍魎戦記 MADARA                                                                      | 魍魎戦記 MADARA                      | 魍魎戦記 MADARA                                                                   |
| ----------------- | -------------------------------------------------------------------- | ------------------------------------------------------------------------------------ | ------------------------------------ | --------------------------------------------------------------------------------- |
| 1993年9月3日      | 魍魎戦記 MADARA2 Sound Fantasia                                      | 國府田マリ子                                                                         | 「Lights〜遥かなる旅立ち〜」         | スーパーファミコン用ソフト「魍魎戦記 MADARA2」テレビCMソング                      |
| ツインビー        |                                                                      |                                                                                      |                                      |                                                                                   |
| 1994年年4月21日   | ツインビーPARADISE 熱唱! ボーカルバトル編                            | 葉山宏治＆國府田マリ子                                                               | 「ラッキー・ラッパー・パーティ」     | ラジオドラマ『ツインビーPARADISE』ドラマエンディング曲                            |
| 1996年6月21日     | ステレオドラマ「ツインビーPARADISE3」Vol.1                           | 葉山宏治＆國府田マリ子                                                               | 「二人は冒険者」                     | ラジオドラマ「ツインビーPARADISE3」エンディングテーマ曲 ※初回盤のみCDシングル収録 |
| 1998年3月4日      | ツインビーパラダイス 5th. Anniversary                                | 國府田マリ子                                                                         | 「あいことばはBe!!」                 | プレイステーション用ゲームソフト「ツインビーRPG」エンディングテーマ               |
| まもって守護月天! |                                                                      |                                                                                      |                                      |                                                                                   |
| 2000年7月5日      | Wish                                                                 | 國府田マリ子                                                                         | 「Wish」                             | OVA「伝心まもって守護月天!」オープニング主題歌                                    |
| その他参加楽曲    |                                                                      |                                                                                      |                                      |                                                                                   |
| 1995年12月6日     | 國府田マリ子のRadio Canvas Special                                   | db-FMオールスターズ                                                                  | 「Talk to me」                       | db-FMのテーマ                                                                     |
| 1996年1月8日      | コダックフォトCDグラビア声優シリーズVol.5 思い出でかざられた森       | 國府田マリ子                                                                         | 「微笑みのエール」                   |                                                                                   |
| 1996年1月8日      | コダックフォトCDグラビア声優シリーズVol.5 思い出でかざられた森       | 國府田マリ子                                                                         | 「想い出を温めて」                   |                                                                                   |
| 1998年5月1日      | ぴんくのわに                                                         | 國府田マリ子                                                                         | 「ぴんくのわに」                     | ラジオ大阪開局40周年記念                                                          |
| 1999年12月18日    | Voice Festival to 2000 火の鳥〜鳳凰編〜 オリジナル・サウンドトラック | 増山江威子、草尾毅、緑川光、久川綾、國府田マリ子、大場真人、阪脩、田中一成、掛川裕彦 | 命は永遠に                           | 「火の鳥～鳳凰編～」主題歌                                                        |
| 1999年12月18日    | Voice Festival to 2000 火の鳥〜鳳凰編〜 オリジナル・サウンドトラック | 國府田マリ子                                                                         | 「旅はつづく・・・〜ブチのテーマ〜」 | 「火の鳥～鳳凰編～」挿入歌                                                        |
| 2003年10月24日    | V-station THE BEST                                                   | Vsixteen                                                                             | 「Free Hand」                        | ラジオ大阪開局45周年記念作品                                                      |

### キャラクターソング
- 複数の作品でリリースされている楽曲は、最初にリリースされた作品を掲載。
- Remixバージョンなどについては同楽曲とみなす。

| 発売日                                             | 商品名                                                                   | 歌 | 楽曲                                           | 備考 |
| Rance                                              | Rance                                                                    | Rance | Rance                                          | Rance |
| -------------------------------------------------- | ------------------------------------------------------------------------ | --- | ---------------------------------------------- | --- |
| 1992年2月26日                                      | アリスソフト スペシャル クミコ・シィル・舞子の ラブ・パニック            | シィル（國府田マリ子） | 「シィルの囁き」                               | |
| 1992年2月26日                                      | アリスソフト スペシャル クミコ・シィル・舞子の ラブ・パニック            | クミコ（中村尚子）、シィル（國府田マリ子）、舞子（半谷きみえ）                                                             | 「おねがいBaby」                               | |
| ツインビー                                         |                                                                          | |                                                | |
| 1993年年4月21日                                    | Pop'n ツインビー                                                         | マドカ（國府田マリ子） | 「Twin memories」                              | スーパーファミコン用ゲームソフト「Pop'nツインビー」テーマ曲 プレイステーション用ゲームソフト「ツインビー対戦ぱずるだま」テーマ曲 OVA「ツインビーPARADISE」オープニング曲 ラジオドラマ「ツインビーPARADISE」オープニングテーマ曲 |
| 1993年年6月21日                                    | Pop'n ツインビー グラフィティ                                            | マドカ（國府田マリ子） | 「Fantasian」                                  | |
| 1994年年4月21日                                    | ツインビーPARADISE 熱唱! ボーカルバトル編                                | マドカ（國府田マリ子） | 「HOPE」                                       | ラジオ番組『ツインビーPARADISE』オープニングテーマ曲 |
| 1994年年4月21日                                    | ツインビーPARADISE 熱唱! ボーカルバトル編                                | マドカ（國府田マリ子） | 「風の贈り物」                                 | |
| 1995年1月21日                                      | ツインビーPARADISE2 熱唱!激唱!爆唱!編                                    | マドカ（國府田マリ子） | 「サンクチュアリ」                             | |
| 1995年1月21日                                      | ツインビーPARADISE2 熱唱!激唱!爆唱!編                                    | ワルモン博士（岸野幸正）＆マドカ（國府田マリ子）                                                                           | 「はい!うえした」                              | |
| 1995年1月21日                                      | ツインビーPARADISE2 熱唱!激唱!爆唱!編                                    | マドカ（國府田マリ子）＆パステル（椎名へきる）                                                                             | 「二人のどんぶりアイランド〜どんぶりMIX〜」    | |
| 1995年1月21日                                      | ツインビーPARADISE2 熱唱!激唱!爆唱!編                                    | db all stars | 「We are the Donburi」                         | |
| 1995年2月22日                                      | ツインビーPARADISE2 Vol.3                                                | マドカ（國府田マリ子） | 「MADOKAバレンタインメドレー」                 | |
| 1995年8月23日                                      | CDドラマ ツインビーヤッホー                                              | マドカ（國府田マリ子） | 「Magical Melody」                             | |
| 1996年8月21日                                      | ツインビーPARADISE3 ボーカルバトル祭りだ！ワッショイ編                   | マドカ（國府田マリ子） | 「トラベリング カニメカBAND」                  | |
| 1997年4月9日                                       | ツインビーPARADISE3 ボーカルボム！                                       | マドカ（國府田マリ子） | 「そして二人は当然のように」                   | |
| 1998年3月4日                                       | ツインビーパラダイス 5th. Anniversary                                    | マドカ（國府田マリ子） | 「きっと、ずっと」                             | プレイステーション用ゲームソフト「ツインビーRPG」オープニングテーマ |
| 1998年3月4日                                       | ツインビーパラダイス 5th. Anniversary                                    | オールキャスト | 「Will Bee」                                   | 「ツインビーPARADISE」5周年記念ソング |
| それいけ!!ちゃんぽん                               |                                                                          | |                                                | |
| 1993年6月21日                                      | それいけ!! ちゃんぽん 大江戸純情ラブ・パック                             | ミトス(國府田マリ子) | 「純情ダイヤモンドヘッド」                     | |
| 忍たま乱太郎                                       |                                                                          | |                                                | |
| 1993年7月20日                                      | 忍たま乱太郎 オリジナルサウンドトラック                                  | ユキ(國府田マリ子)，トモミ（江森浩子），しげ（むたあきこ）                                                                 | 「不思議なテレパシー」                         | |
| 1993年7月20日                                      | 忍たま乱太郎 オリジナルサウンドトラック                                  | SAY'S ＆ 忍たまファミリー                                                                                                  | 「にんにん忍たま音頭」                         | |
| 1996年6月5日                                       | 忍たま乱太郎 忍たまファミリー大集合                                      | 忍たまファミリー | 「忍たまファミリーご紹介の段」                 | |
| 1996年6月5日                                       | 忍たま乱太郎 忍たまファミリー大集合                                      | 乱太郎（高山みなみ）、きり丸（田中真弓）、しんベヱ（鈴木みえ）、ユキ(國府田マリ子)，トモミ（江森浩子），しげ（むたあきこ） | 「友情は忘れない」                             | |
| GS美神 極楽大作戦                                  |                                                                          | |                                                | |
| 1994年4月21日                                      | GS美神 美しき逃亡者シリーズ V                                            | おキヌ(國府田マリ子) | 「悲しいギャップは Destiny」                   | |
| 1994年8月24日                                      | GS美神 極楽大作戦！                                                      | おキヌ(國府田マリ子) | 「背中から I LOVE YOU」                        | |
| 1995年12月21日                                     | GS美神リポート３東京怪獣大作戦                                           | おキヌ(國府田マリ子) | 「おキヌの子守唄（この子の可愛さ）」           | |
| ダーティペア                                       |                                                                          | |                                                | |
| 1994年4月25日                                      | Dirty Pair FLASH ユリ&ケイ 天使の休息                                    | ユリ(國府田マリ子) | 「私を好きなら証拠を見せて！」                 | |
| 1994年4月25日                                      | Dirty Pair FLASH ユリ&ケイ 天使の休息                                    | ユリ(國府田マリ子) | 「ひまわりのように」                           | |
| 1994年4月25日                                      | Dirty Pair FLASH ユリ&ケイ 天使の休息                                    | ケイ（松本梨香）＆ユリ(國府田マリ子)                                                                                       | 「女同士のカウンター」                         | |
| 1994年4月25日                                      | Dirty Pair FLASH ユリ&ケイ 天使の休息                                    | ケイ（松本梨香）＆ユリ(國府田マリ子)                                                                                       | 「第2章」                                      | |
| 1995年4月26日                                      | キミがダイスキ♡                                                          | ユリ(國府田マリ子) | 「キミがダイスキ♡」                            | OVA「ダーティペアFLASH2」エンディングテーマ |
| 1995年4月26日                                      | キミがダイスキ♡                                                          | ユリ(國府田マリ子) | 「Happy Birthday Present」                     | |
| 1995年6月1日                                       | Darty Pair FLASH2 オリジナルサウンドトラック                             | ユリ(國府田マリ子) | 「愛をありがとう。」                           | |
| 1995年12月1日                                      | 本気にしないで                                                           | ユリ(國府田マリ子) | 「本気にしないで」                             | OVA「ダーティペアFLASH3」オープニングテーマ |
| 1995年12月1日                                      | 本気にしないで                                                           | ユリ(國府田マリ子) | 「いつかMay Be」                               | |
| 1996年6月1日                                       | ダーティペアFLASH VOL.2                                                  | ケイ（松本梨香）＆ユリ(國府田マリ子)                                                                                       | 「Runaway Angel」                              | |
| ママレード・ボーイ                                 |                                                                          | |                                                | |
| 1994年年5月21日                                    | MOMENT                                                                   | 小石川光希（國府田マリ子）                                                                                                 | 「MOMENT」                                     | テレビアニメ『ママレード・ボーイ』挿入歌 |
| 1994年年9月21日                                    | 最後の約束                                                               | 小石川光希（國府田マリ子）                                                                                                 | 「最後の約束」                                 | テレビアニメ『ママレード・ボーイ』挿入歌 |
| 1994年年9月21日                                    | 最後の約束                                                               | 小石川光希（國府田マリ子）                                                                                                 | 「今日の終わりに」                             | テレビアニメ『ママレード・ボーイ』挿入歌 |
| 1994年年9月21日                                    | ママレード・ボーイVol.3 ママレード・ヴォイス!〜ヴォーカルアルバム〜      | 小石川光希（國府田マリ子）                                                                                                 | 「SOUTH WIND」                                 | |
| 1994年年9月21日                                    | ママレード・ボーイVol.3 ママレード・ヴォイス!〜ヴォーカルアルバム〜      | 小石川光希（國府田マリ子）                                                                                                 | 「素敵な小夜曲（セレナーデ）(Miki Version)」   | |
| 1994年年9月21日                                    | ママレード・ボーイVol.3 ママレード・ヴォイス!〜ヴォーカルアルバム〜      | 小石川光希（國府田マリ子）                                                                                                 | 「笑顔に会いたい(Miki Version)」               | |
| 1995年2月21日                                      | ママレード・ボーイ Vol.5ママレード・フェイス!〜ヴォーカルアルバムII〜    | 小石川光希（國府田マリ子）                                                                                                 | 「もういちど春が来るまえに」                   | |
| 1995年3月1日                                       | melody〜抱きしめて〜                                                     | 小石川光希（國府田マリ子）                                                                                                 | 「melody〜抱きしめて〜」                       | 95春 東映アニメフェア『ママレード・ボーイ』挿入歌 |
| 1995年3月1日                                       | melody〜抱きしめて〜                                                     | 小石川光希（國府田マリ子）                                                                                                 | 「story」                                      | 95春 東映アニメフェア『ママレード・ボーイ』挿入歌 |
| 1995年6月21日                                      | ママレード・ボーイ vol.7 ママレード・サマー!                             | 小石川光希（國府田マリ子）                                                                                                 | 「曇りのち晴れ」                               | |
| 1995年11月5日                                      | ママレード・ボーイ Vol.8 ファイナル・エディション〜総集編だよっ!!        | 小石川光希（國府田マリ子）&松浦遊（置鮎龍太郎）                                                                            | 「with you 〜眩しい季節へ〜」                  | |
| ときめきメモリアル                                 |                                                                          | |                                                | |
| 1994年6月3日                                       | CDドラマ ときめきメモリアル                                              | 十一夜恵 (國府田マリ子) | 「この想いのせて」                             | |
| 1994年11月3日                                      | CDドラマ ときめきメモリアル パート2 〜featuring 藤崎詩織〜               | 十一夜恵 (國府田マリ子) | 「神様の常識」                                 | |
| 1995年2月3日                                       | CDドラマ ときめきメモリアル パート3 〜featuring 片桐彩子〜               | 十一夜恵 (國府田マリ子) | 「恋愛物語(ラブストーリー)入門(1) 初歩の初歩」 | |
| アイドルプロジェクト                               |                                                                          | |                                                | |
| 1994年9月22日                                      | IDOL PROJECTSPECIAL CD                                                   | 未夢・エミルトン (國府田マリ子)                                                                                            | 「ステア」                                     | |
| 1995年2月24日                                      | Don't Stop! -ス・テ・キにめぐり会いたい-                                 | IDOL♡Project | 「Don't Stop! -ス・テ・キにめぐり会いたい-」   | OVAオープニング主題歌 |
| 1995年2月24日                                      | Don't Stop! -ス・テ・キにめぐり会いたい-                                 | IDOL♡Project | 「君のハートを狙いうち」                       | OVAエンディング主題歌 |
| 1995年4月21日                                      | IDOL PROJECT FIRST PRESENT                                               | 未夢・エミルトン (國府田マリ子)                                                                                            | 「星のメロディ」                               | |
| 1995年4月21日                                      | IDOL PROJECT FIRST PRESENT                                               | 未夢・エミルトン (國府田マリ子)＆鈴風 紫音(岩坪理江)                                                                       | 「Angel kiss」                                 | |
| 1996年5月24日                                      | IDOL PROJECT Second Stage                                                | 未夢・エミルトン (國府田マリ子)                                                                                            | 「Star nights, star days」                     | |
| 1996年5月24日                                      | IDOL PROJECT Second Stage                                                | 未夢・エミルトン (國府田マリ子)＆鈴風 紫音(岩坪理江)                                                                       | 「真珠色ロマンス」                             | |
| 1996年5月24日                                      | IDOL PROJECT Second Stage                                                | IDOL♡Project | 「天使のいる空」                               | |
| 1998年10月28日                                     | アイドルプロジェクト New Dream                                           | 未夢・エミルトン (國府田マリ子)＆鈴風 紫音(岩坪理江)                                                                       | 「眠りの森」                                   | |
| 1998年10月28日                                     | アイドルプロジェクト New Dream                                           | 未夢・エミルトン (國府田マリ子)、ルカ・エッセンポルカ(こおろぎさとみ)、ぱるぷ・蘭々(金丸日向子)                            | 「IMITATION PAZZLE」                           | |
| 宇宙の騎士 テッカマンブレードII                    |                                                                          | |                                                | |
| 1994年10月21日                                     | 宇宙の騎士 テッカマンブレードII NEVER SAY. NEVER AGAIN                   | ユミ・フランソワ (國府田マリ子)                                                                                            | 「女神の頬に口づけ」                           | |
| 1994年10月21日                                     | 宇宙の騎士 テッカマンブレードII NEVER SAY. NEVER AGAIN                   | ユミ・フランソワ (國府田マリ子)                                                                                            | 「Moonlight Angel〜明日に向かって〜」          | |
| 1995年1月21日                                      | 宇宙の騎士 テッカマンブレードII elles cinq〜こいきな彼女(むすめ)たち〜   | ユミ・フランソワ (國府田マリ子)                                                                                            | 「きっと会えるよね」                           | |
| メルクリウスプリティ                               |                                                                          | |                                                | |
| 1995年2月21日                                      | メルクリウス・プリティ 〜妖精伝説〜                                      | ホムンクルス (國府田マリ子)                                                                                                | 「フェアリー・ウィスパー」                     | |
| 不思議の国の美幸ちゃん                             |                                                                          | |                                                | |
| 1995年4月1日                                       | 不思議の国の美幸ちゃん イメージアルバム                                  | 美幸 (國府田マリ子) | 「それはWONDERLAND」                           | |
| 1995年4月1日                                       | 不思議の国の美幸ちゃん イメージアルバム                                  | 美幸 (國府田マリ子) | 「愛はNEVER END」                              | |
| 負けるな!魔剣道                                    |                                                                          | |                                                | |
| 1995年4月26日                                      | 負けるな!魔剣道                                                          | マドンナー(國府田マリ子)                                                                                                   | 「あなたの胸で踊りたい」                       | |
| 恐竜冒険記ジュラトリッパー                         |                                                                          | |                                                | |
| 1995年6月1日                                       | Sunday Island                                                            | お嬢(國府田マリ子) | 「Sunday Island」                              | テレビアニメ「恐竜冒険記ジュラトリッパー」エンディングテーマ |
| QUOVADIS                                           |                                                                          | |                                                | |
| 1996年1月10日                                      | クォヴァディス ドラマCD Vol.1〜激動の予感〜                              | マリア・シンダー(國府田マリ子)                                                                                             | 「Take me along」                              | |
| フリートーク・スタジオ〜マリの気ままなおしゃべり〜 |                                                                          | |                                                | |
| 1997年7月21日                                      | Made in HEAVEN〜愛のプライド〜                                           | 河合奈津美(國府田マリ子)                                                                                                   | 「Made in HEAVEN〜愛のプライド〜」             | セガサターン用ゲームソフト「フリートーク・スタジオ〜マリの気ままなおしゃべり〜」オリジナルテーマソング |
| 1997年11月21日                                     | 唇にPromise                                                              | 河合奈津美(國府田マリ子)                                                                                                   | 「唇にPromise」                                | プレイステーション用ゲームソフト「フリートーク・スタジオ〜マリの気ままなおしゃべり〜」オリジナルテーマソング |
| エルフィンパラダイス                               |                                                                          | |                                                | |
| 1997年9月26日                                      | 妖精楽団歌曲集                                                           | シトロン(國府田マリ子) | 「ELFIN PARADISE」                             | |
| 1997年9月26日                                      | 妖精楽団歌曲集                                                           | シトロン(國府田マリ子) | 「一緒に歩こう」                               | |
| みつめてナイト                                     |                                                                          | |                                                | |
| 1998年6月5日                                       | みつめてナイト ヴォーカライズ                                            | アン(國府田マリ子) | 「恋をすると」                                 | プレイステーション用ゲームソフト「みつめてナイト」挿入歌 |
| まもって守護月天!                                  |                                                                          | |                                                | |
| 1999年3月19日                                      | 「守護月天!」TVアニメオリジナルサウンドトラック集                        | 守護月天小璘(國府田マリ子)                                                                                                 | 「負けないで」                                 | |
| 1999年9月24日                                      | 守護月天！エクストラソングスVol.1                                        | 守護月天小璘(國府田マリ子)                                                                                                 | 「Shining Moon」                               | |
| 2000年7月5日                                       | Wish                                                                     | 守護月天小璘(國府田マリ子)                                                                                                 | 「あなたがいる」                               | |
| 2000年7月29日                                      | 伝心まもって守護月天！VOCAL&SOUNDTRACK Vol.1                             | 守護月天小璘(國府田マリ子)                                                                                                 | 「ちいさなメッセージ」                         | |
| 2001年1月31日                                      | 伝心まもって守護月天！VOCAL&SOUNDTRACK Vol.2                             | 守護月天小璘(國府田マリ子)                                                                                                 | 「こんにちは」                                 | |
| 2001年10月27日                                     | 伝心まもって守護月天！VOCAL&SOUNDTRACK Vol.3                             | 守護月天小璘(國府田マリ子)                                                                                                 | 「Magic」                                      | OVA「伝心まもって守護月天!」オープニング主題歌 |
| 2001年10月27日                                     | 伝心まもって守護月天！VOCAL&SOUNDTRACK Vol.3                             | 守護月天小璘(國府田マリ子)                                                                                                 | 「金の月」                                     | |
| チャンス〜トライアングルセッション〜               |                                                                          | |                                                | |
| 2001年10月3日                                      | チャンス トライアングルセッション 歌姫-DIVA-                             | レイカ(國府田マリ子) | 「Priority」                                   | |
| 2001年10月3日                                      | チャンス トライアングルセッション 歌姫-DIVA-                             | レイカ(國府田マリ子) | 「Spread」                                     | |
| 青い涙                                             |                                                                          | |                                                | |
| 2004年5月27日                                      | 青い涙オリジナルサウンドトラック                                         | 藤原マナ(國府田マリ子) | 「Blue Twilight〜太陽と月が出会う時〜」        | xbox用ゲームソフト「青い涙」主題歌 |
| ティンクルセイバー                                 |                                                                          | |                                                | |
| 2004年9月10日                                      | ティンクルセイバーNOVA SCRAMBLE★STAR                                     | 鈴鳴はやな/ティンクルセイバー/ティンクルセイバーNOVA(國府田マリ子)                                                         | 「Twinkle3!!!」                                | ドラマCD「ティンクルセイバー」主題歌 |
| ボボボーボ・ボーボボ                               |                                                                          | |                                                | |
| 2005年3月23日                                      | ボボボーボ・ボーボボのミュージック・アルバム                             | 田ボ（國府田マリ子） | 「マジカル☆ガール田ボちゃんのテーマ」          | テレビアニメ「ボボボーボ・ボーボボ」挿入歌 |
| 這いよれ！ニャル子さん                             |                                                                          | |                                                | |
| 2012年7月25日                                      | 『這いよれ！ニャル子さん』ベストセレクションミニアルバム「邪選曲たち」   | 後ろから這いより隊W | 「わたし・魔ジカル」                           | テレビアニメ『這いよれ！ニャル子さん』挿入歌 |
| 2012年7月25日                                      | 『這いよれ！ニャル子さん』ベストセレクションミニアルバム「邪選曲たち」   | 後ろから這いより隊 | 「禍々しくも聖なるかな」                       | テレビアニメ『這いよれ！ニャル子さん』関連曲 |
| 2013年4月10日                                      | 邪名曲たち〜「這いよれ！ニャル子さん」クトゥルーカバーミニアルバム 〜    | ルーヒー（國府田マリ子）                                                                                                   | 「時空を超えて」                               | テレビアニメ『這いよれ！ニャル子さん』関連曲 |
| ハピネスチャージプリキュア                         |                                                                          | |                                                | |
| 2014年7月23日                                      | ハピネスチャージプリキュア!ボーカルアルバム1 〜Hello!ハピネスフレンズ!〜 | クイーンミラージュ（國府田マリ子）                                                                                         | 「イミテーションWORLD」                        | |
| プリンセスコネクト！Re:Dive                        |                                                                          | |                                                | |
| 2020年10月28日                                     | プリンセスコネクト！Re:Dive PRICONNE CHARACTER SONG 18                   | ミサト（國府田マリ子） | 「あの夏のメモリー」                           | ゲーム『プリンセスコネクト！Re:Dive』挿入歌 |
| 2023年3月29日                                      | プリンセスコネクト!Re:Dive PRICONNE CHARACTER SONG 32                    | ミサト（國府田マリ子） | 「ma.sa.yu.me. ミサト ソロ・リミックス」       | |
| 2023年3月29日                                      | プリンセスコネクト!Re:Dive PRICONNE CHARACTER SONG 32                    | ホマレ（大西沙織）、ミサト（國府田マリ子）                                                                                 | 「ma.sa.yu.me.」                               | ゲーム『プリンセスコネクト！Re:Dive』挿入歌 |
| 科学忍者隊ガッチャピン                             |                                                                          | |                                                | |
| -                                                  | 音源未発表                                                               | ガッチャピン3号（國府田マリ子）                                                                                            | 「キミにおねがい」                             | |
| -                                                  | 音源未発表                                                               | ガッチャピン3号（國府田マリ子）                                                                                            | 「Blue Heaven」                                | |
| ザ・スターボウ                                     |                                                                          | |                                                | |
| -                                                  | 音源未発表                                                               | リリル（國府田マリ子） | 「大切な愛 〜Dream＆Peace〜」                  | 着ドラマ『ザ･スターボウ』テーマソング 着うたとして配信 |
| スチームパイロッツ                                 |                                                                          | |                                                | |
| -                                                  | 音源未発表                                                               | プリス（國府田マリ子） | 「JUMP!」                                      | 作詞：國府田マリ子、作曲・編曲：古川もとあき |
| -                                                  | 音源未発表                                                               | プリス（國府田マリ子） | 「アンドロイドの恋」                           | 作詞：國府田マリ子、作曲・編曲：古川もとあき |
| -                                                  | 音源未発表                                                               | プリス（國府田マリ子） | 「Amulet」                                     | |
| -                                                  | 音源未発表                                                               | プリス（國府田マリ子） | 「Brass wings」                                | |
| それいけ!アンパンマン                              |                                                                          | |                                                | |
| -                                                  | 音源未発表                                                               | ホットサンドちゃん（國府田マリ子）                                                                                         | 「ホットサンドちゃんの歌」                     | |
| パンパカパンツ                                     |                                                                          | |                                                | |
| -                                                  | 音源未発表                                                               | クロリ（國府田マリ子） | 「ピカピカパンツフィーバー」                   | 作詞・作曲：岩崎貴文 |
| 女神天国                                           |                                                                          | |                                                | |
| -                                                  | 音源未発表                                                               | ステイシア（井上喜久子）・リリス（國府田マリ子）・ルルベル（桜井智）・ジュリアナ（冬馬由美）                               | 「天使の見た夢」                               | 作詞・作曲・編曲：菅原幸枝 |

### CD未収録
- 「天むすのうた」 作詞：國府田マリ子
- 「涙を拭いて」 作詞：國府田マリ子 / 作曲：宮島律子

## 楽曲提供
- 野川さくら
  - 「夢いろ花・さくら」 作詞：國府田マリ子 / 作曲：dAicE / 編曲：渡辺徹
- 榎本温子
  - 「my meteor shower」　作詞：國府田マリ子 / 作曲：亀谷春奈 / 編曲：亀谷春奈・大原大輝